# Fachklinikum Bernburg
Das Fachklinikum Bernburg ist ein medizinisches Zentrum für Psychiatrie, Psychosomatik, Psychotherapie und Suchtmedizin in Bernburg (Saale). Das Klinikum steht unter der Trägerschaft der Salus gGmbH, einem Gesundheitsunternehmen des Landes Sachsen-Anhalt. Kaufmännischer Direktor ist Steffen Schwarz, Ärztliche Direktorin Antje Möhlig, Pflegedirektorin Kathleen Holotiuk.

## Geschichte
Am 1. Oktober 1875 wurde in Bernburg die Landes-Heil- und Pflegeanstalt für Geisteskranke eröffnet. Sie war zunächst für 132 Kranke konzipiert, erreichte aber durch Anbauten die dreifache Kapazität an Betten.
Auf dem Areal der Anstalt wurde ab November 1940 die Tötungsanstalt Bernburg betrieben. In Bernburg wurden etwa 5.000 Männer und Frauen aus den Konzentrationslagern Buchenwald, Flossenbürg, Groß-Rosen, Neuengamme, Ravensbrück und Sachsenhausen ermordet. Daran erinnert die Gedenkstätte Bernburg, die sich auf dem Gelände des Klinikums befindet.
Träger ist seit 1997 die Salus gGmbH, die zur Salus Altmark Holding gehört.

## Krankenversorgung
Die Klinik verfügt über 225 Betten. Durch das Fachklinikum werden jährlich etwa 2700 Patienten stationär und 4550 Patienten ambulant betreut.